# Josef Dubský (stavitel)
Josef Dubský (chorvatsky Josip Dubsky, 3. ledna 1868 Beroun – 16. listopadu 1933 Záhřeb) byl český architekt, stavitel a podnikatel, působící především na území pozdějšího Chorvatska.

## Život
Narodil se v Berouně ve středních Čechách. Vystudoval architekturu a stavitelství na pražské polytechnice, poté vstoupil do služeb stavební firmy Hrůza & Rosenberg. Ta jej jako inženýra poslala roku 1897 do Záhřebu na tehdejším území Rakouska-Uherska, kde se jako zaměstnanec filiálky provedl mnoho velkých prací. Již roku 1898 se zde natrvalo usadil a obchodně osamostatnil, zřidil si v Záhřebu firmu se společníky s názvem Ast & Co., kterou vedl, od roku 1901 pak pracoval pod hlavičkou vlastní firmy J. Dubský a spol.
Podnik provedl mj. velké vodní stavby na řece Sávě, prováděl také realizaci prvních železobetonových stavebních konstrukcí v Chorvatsku či výstavbu řady mostů. Dubský se pak aktivně zapojoval do života české komunity v Záhřebu: byl čestným členem zdejší České Besedy či členem výboru Savezu hrv. industrialaca v Zagrebu.
Zemřel 16. listopadu 1933 v Záhřebu ve věku 65 let. Pohřben byl v rodinné hrobce na zdejším hřbitově Mirogoj.

## Dílo
- výstavba rezervoáru pro vodovod města Záhřebu
- parní mlýn v Záhřebu (1908)
- stavba továrny Bothe & Ehrmann
- kanalizace ve městě Banja Luka
- realizace hydrocentrály v Duga Resa